# فرانكو دا روشا
فرانكو دا روشا هي مدينة، وبلدية في البرازيل، تتبع ساو باولو، بلغ عدد سكانها 108٬122  نسمة، في 2000، تبلغ مساحتها 133٫931 كيلومتر مربع، رمزها البريدي هو 07800-001 — 07899-999.

## الموقع
تشترك في الحدود مع:
- فرانسيسكو موراتو
- Mairiporã [الإنجليزية]‏
- كامبو ليمبو باوليستا
- كاجامار (ساو باولو)
- أتيبايا
- Caieiras [الإنجليزية]‏
- جوندياي.